# MUSIC WOLF
MUSIC WOLF（ミュージックウルフ）は、長崎放送（NBCラジオ）で放送される音楽情報番組。

## 概要
2010年（平成22年）4月10日から放送を開始。コンセプトはテレビ「MUSIC FLOW」、ラジオ「MUSIC WOLF」、音楽イベント「MUSIC WOLFLOW」のクロスメディアだった。現在はテレビ「MUSIC FLOW」は、情報☆ぴかっぷμの1コーナーから独立し「MUSIC WOLF TV」となっている。音楽イベントは「MUSIC WOLF LIVE」（不定期開催）と徐々にラジオを軸として変化していくことになる。
当初は長崎のみの放送だったが、のちに長崎・佐賀のネット番組になっている。
パーソナリティは開始当初からザマツ。番組スタート時にはひかりんと2人だった。